# Beatrix Von Conta
Beatrix von Conta (née en 1949 à Kaiserslautern en Allemagne) est une photographe allemande contemporaine, vivant dans le sud de la France.

## Biographie
Beatrix von Conta fait ses études d'arts plastiques et d'anglais en Allemagne, avant de s'installer à Aix-en-Provence. Elle vit et travaille aujourd’hui dans la Drôme. Sa première exposition a lieu en 1976 à la galerie du Château d’eau à Toulouse. Elle est remarquée par la galerie lyonnaise Le Réverbère dès le début des années 1980.
Elle a longtemps travaillé, à la fin des années 1970 et au début des années 1980 sur le thème de la naissance, s'attachant aux relations père-mère-enfant, dans les premières années de la vie de l'enfant. Ce travail donne lieu, en 1982 à la publication du livre Ein Kind fällt nicht vom Himmel (Un enfant ne tombe pas du ciel) et une exposition dans les Galeries Fnac. 
Une de ses démarches artistiques a tourné autour de la Première Guerre mondiale. Elle trouve un jour un plan de l'état-major allemand daté du 17 mars 1916. Illustré par des photos représentant la ligne Maginot au moment de la guerre, il est ponctué de flèches indiquant les lieux où sont basées les armées françaises pour de futures attaques. Elle décide alors de retourner sur ces lieux d'affrontements pour voir ce qu'il était advenu. Elle applique ensuite des procédés de détérioration et de mise en couleurs aux images qu'elle en rapporte (séries VOIS-LA et Reconnaissances).
Son approche critique du paysage et de sa mutation se poursuit dans de nombreuses séries comme Tel Quel, Point de vue, Glissement de terrain ou Timisoara.
En 2007, Beatrix von Conta est accueillie par la ville de Beauvais (Oise) pour une résidence dans le cadre des Photaumnales au cours de laquelle elle réalise un travail sur le thème des « frontières de la ville, limites imaginaires », sur cette ville détruite à 80 % pendant la Seconde Guerre mondiale. Les photographies réalisées dans le cadre de cette commande sont exposées lors de la quatrième édition des Photaumnales de Beauvais. 
Lors d’une commande sur trois ans (2006 – 2008) par le Parc national de la Vanoise pour l’Observatoire photographique des paysages de Vanoise, elle réalise le premier observatoire photographique français en altitude.
En résidence à LUX-Scène Nationale  à Valence en 2010, elle poursuit un travail autour de la problématique de l’eau dans la Drôme ainsi que la recherche sur les barrages en France et leur incidence sur le paysage.
Beatrix von Conta est représentée depuis 1992 par la galerie Le Réverbère à Lyon.

## Œuvres
- Sainte-Victoire, 1992-1996, série de quatre photographies en couleur, 23 x 29,5 cm (chacune), Musée d'art de Toulon.
- Série Tel Quel, 1999-2002, Musée municipal de La Roche-sur-Yon